# Масові вбивства в Мироцькому
Після широкомасштабного вторгнення Росії в Україну під час окупації села Мироцьке Бучанського району Київської області у березні 2022 року кадрові військовослужбовці Збройних сил Російської Федерації вбили у селі 13 цивільних людей. У лісосмузі біля села знайдено 18 вбитих цивільних зі слідами катувань. Ще один місцевий житель вважається зниклим безвісти.

## Перебіг подій
27 лютого 2022 року околиці біля Мироцького окупували російські війська. 
2 березня вони обстріляли саме село, внаслідок чого були зруйновані та пошкоджені будинки цивільних місцевих жителів. У перший день окупації села російські солдати почали відбирати в місцевих жителів мобільні телефони. За словами місцевих, в окупації брали участь російська поліція і псковські десантники, які також причетні до вбивств цивільних у Бородянці. Людей росіяни виганяли з власних будинків, щоб облаштувати там власне проживання. Більшості мешканців вдалося виїхати з Мироцького. Ті ж жителі, що залишилися, були змушені під погрозою розправи ховатися в погребах і підвалах. 
Під час окупації російські солдати займалися мародерством, обстрілювали житлові будинки та цивільні автомобілі, викрадали, катували та страчували мирних жителів. 
1 квітня 2022 року село Мироцьке визволене від російських військ.

## Жертви
Внаслідок російських артилерійських і танкових обстрілів загинуло 2 чоловіків. Декілька людей загинуло в автомобілях, які були обстріляні окупантами. Одного місцевого чоловіка росіяни зв'язали, опісля чого розстріляли. 
29 квітня 2022 року у ямі в лісосмузі біля села, де були російські позиції, знайдено 3 вбитих чоловіків зі слідами тривалих тортур. 
13 червня 2022 року поряд з Мироцьким виявлене ще одне масове поховання 7 цивільних жителів, яких закатували та розстріляли російські солдати. 
У знайдених 29 квітня та 13 червня вбитих були зв'язані руки та простріляні коліна. Особистості 8 зі знайдених у Мироцькому закатованих і розстріляних чоловіків залишилися невпізнаними. 
Загалом, за даними «Слідство.Інфо» на 23 червня 2022 року, за час окупації російські військовослужбовці вбили у Мироцькому 13 осіб. 
Станом на 22 вересня 2022 року в лісосмузі біля Мироцького знайдено 18 вбитих цивільних, закатованих російськими військовими. Ще один 90-річний чоловік вважається зниклим безвісти.

## Розслідування
Агенція «Слідство.Інфо» провела власне журналістське розслідування обставин окупації Мироцького, під час якого опитала місцевих мешканців.